# Stadtfunk Leipzig
Der Stadtfunk Leipzig war ein Leitungsrundfunk, der von 1945 bis 1998 im Stadtgebiet von Leipzig sowie in Taucha und Markkleeberg zur Verbreitung von Informationen über Lautsprecheranlagen (Ortsrufanlage) genutzt wurde. Die Sendungen des Stadtfunkes wurden als Hommage an den früheren Leipziger Thomaskantor Johann Sebastian Bach mit dem musikalischen Motiv B-A-C-H eingeleitet.

## Geschichte

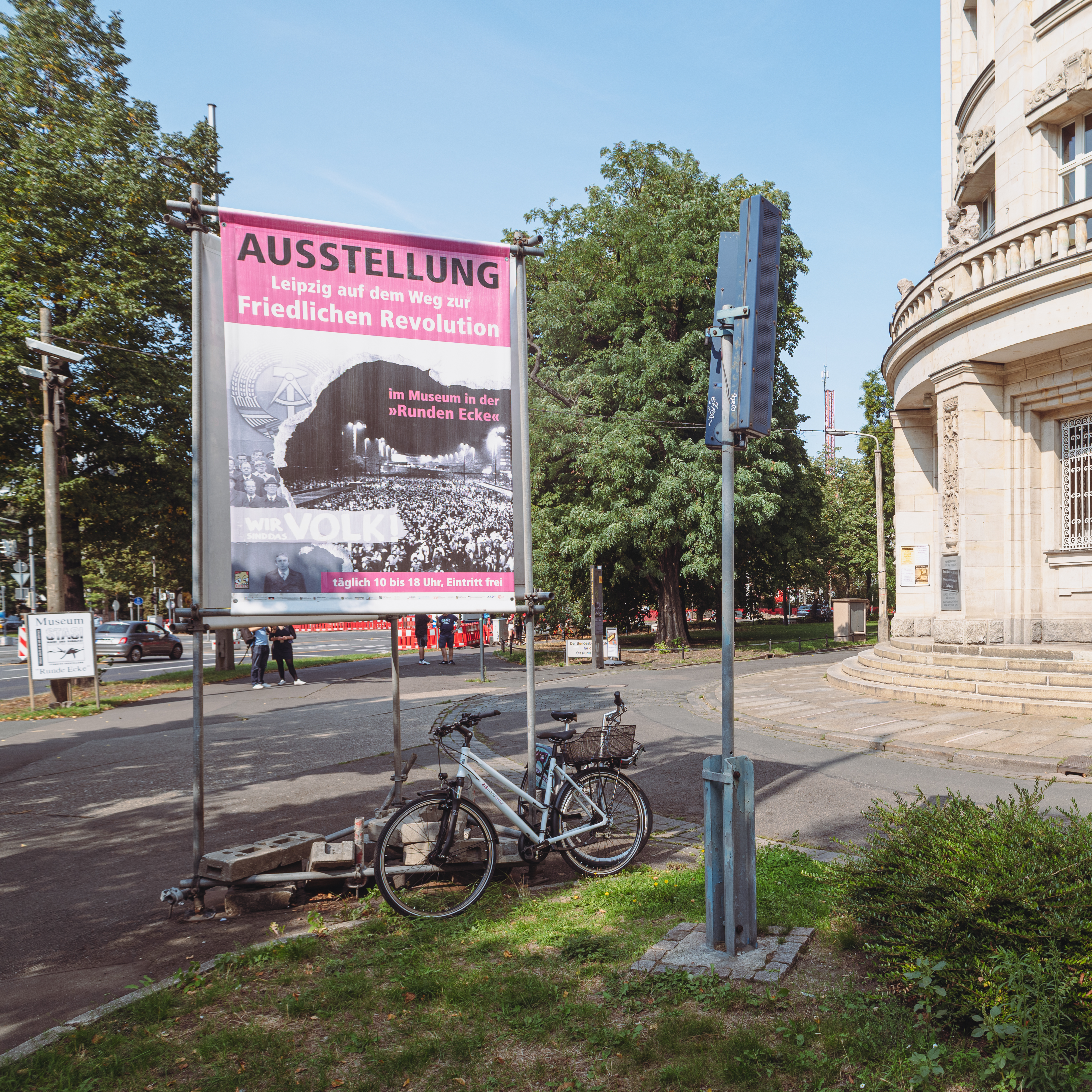
Lautsprechersäule an der Gedenkstätte Museum in der „Runden Ecke“. Sie war Teil der Beschallungsanlage des Stadtfunks Leipzig

Die anfangs etwa 200 Lautsprecheranlagen des Stadtfunks wurden im Juli 1945 durch die Sowjetische Militäradministration in Deutschland an Haltestellen, öffentlichen Gebäuden und belebten Plätzen installiert, um amtliche Mitteilungen der Sender Leipzig und Moskau zu übertragen. Die Einrichtung eines Stadtfunks geschah nach sowjetischem Muster auch in anderen Städten der Sowjetischen Besatzungszone wie z. B. in Dresden zur Versorgung mit „politischer Information“. In der Anfangszeit sendete der Stadtfunk von 7 bis 22 Uhr ein Agitprop-Programm. Allerdings informierte er auch über die allgemeine Versorgungslage und die Belieferung mit Lebensmittelmarken. 
Im Juni 1949 wurde die Stadt von der Sächsischen Landesregierung angewiesen, den Stadtfunk in eigener Verantwortung weiterzuführen. In den darauffolgenden Jahrzehnten wurden die Einwohner der Stadt über insgesamt 75 Lautsprecheranlagen mit einem von der Stadtverwaltung gestalteten, zum Teil politisch eingefärbten Informationsprogramm versorgt, das vor allem während des Berufsverkehrs ausgestrahlt wurde. Während der Montagsdemonstration am 9. Oktober 1989 wurde über den Stadtfunk, der von Kurt Masur eingesprochene Aufruf der Leipziger Sechs ausgestrahlt, in dem zum Gewaltverzicht aufgerufen wurde.
Nach der Wiedervereinigung wurde das Informationsprogramm durch Radio Leipzig übernommen. Zum Programminhalt gehörten neben Lokalnachrichten und dem Wetterbericht auch Informationen zum Stadtverkehr und Veranstaltungshinweise. 1995 erhielt der privat betriebene Sender Radio Leipzig eine Lizenz für den Stadtfunk. 1998 stellte die Stadt die Subventionierung des Stadtfunks ein, der daraufhin zum Jahresende seinen Betrieb einstellte.